# Домашний чемпионат Великобритании 1949/1950
Домашний чемпионат Великобритании 1949/50 (англ. 1949–50 British Home Championship) — пятьдесят пятый розыгрыш Домашнего чемпионата, футбольного турнира с участием сборных четырёх стран Великобритании (Англии, Шотландии, Уэльса и Ирландии). Победу в турнире в одержала сборная Англии.
Этот розыгрыш Домашнего чемпионата был одновременно отборочным турниром к предстоящему чемпионату мира (Кубку мира ФИФА), в котором сборные «Домашних наций» впервые согласились принять участие.
Также это был последний розыгрыш Домашнего чемпионата, в котором сыграла объединённая сборная Ирландии. Впоследствии в турнире участвовала сборная Северной Ирландии, тогда как отдельная сборная Республики Ирландия в турнире не участвовала.
Турнир стартовал 1 октября 1949 года, когда сборная Ирландии в Белфасте крупно проиграла Шотландии со счётом 2:8. Две недели спустя сборная Уэльса в Кардиффе проиграла сборной Англии со счётом 1:4. В ноябре Шотландия в Глазго обыграла Уэльс со счётом 2:0, а Англия в Манчестере разгромила Ирландию со счётом 9:2. В марте 1950 года Ирландия и Уэльс разошлись миром, сыграв безголевую ничью, а в следующем месяце в решающем матче на «Хэмпден Парк» шотландцы в упорной борьбе уступили англичанам со счётом 0:1, в результате чего англичане выиграли турнир.

## Квалификация к чемпионату мира
ФИФА предложила два места в финальной стадии Кубка мира ФИФА 1950 года командам, которые займут на Домашнем чемпионате Великобритании первое и второе место. Несмотря на это, сборная Шотландии заявила, что примет участие в чемпионате мира только при условии, что она займёт первое место. Шотландцы в итоге заняли второе место и отказались поехать в Бразилию на чемпионат мира. После этого ФИФА предложила вакантное место сборной Франции, занявшей второе место в отборочной группе 3, и сборной Ирландии (ФАИ), занявшей второе место в отборочной группе 5. Однако и эти команды отказались сыграть в турнире. Англичане приняли участие в Кубке мира ФИФА, но заняли лишь второе место в группе и не вышли в финальную стадию.

## Последняя всеирландская сборная
До 1950 года существовало две «сборные Ирландии», формируемые соперничающими ассоциациями: находившаяся в Белфасте Ирландская футбольная ассоциация (IFA) и находившаяся в Дублине Футбольная ассоциация Ирландии (FAI). Обе федерации претендовали на контроль над всей Ирландией и вызывали в контролируемые ими национальные сборные футболистов со всего острова. В результате ряд игроков выступал за обе сборные Ирландии.
8 марта 1950 года сборная Ирландии (IFA) провела свой последний матч в истории. Это была игра против сборной Уэльса на «Рейскорс Граунд» в Рексеме, которая завершилась безголевой ничьей. В той команде ирландцев сыграло четыре игрока, родившихся на территории, которую назвали Республикой Ирландия и подчинявшихся дублинской Футбольной ассоциации Ирландии (FAI). Они ранее играли за сборную Ирландии (FAI) в отборочных матчах к чемпионату мира и по факту сыграли за две разные сборные в рамках одного отборочного турнира ФИФА. После жалобы со стороны Футбольной ассоциации Ирландии (FAI), которая хотела запретить играть за сборную ИФА игрокам, родившимся в южной части Ирландии, ФИФА ограничила возможность вызова игроков в сборные на основании действующих политических границ их стран. В 1953 году ФИФА постановила, что ни одна из сборных не может называться «сборной Ирландии» во всех турнирах, где могут участвовать обе сборные (включая чемпионаты мира и Европы). Вместо этого сборная ФАИ получила официальное название «сборная Республики Ирландия», а сборная ИФА — «сборная Северной Ирландии». Год спустя ИФА получила подтверждение от ФИФА на право использования названия «Ирландия» без уточнения «Северная» в рамках матчей Домашнего чемпионата (так как сборная Республики Ирландия всё равно в нём не участвовала). Таким образом вплоть до конца 1970-х годов сборная Северной Ирландии в рамках Домашних чемпионатов именовалась просто «сборной Ирландии».

## Турнирная таблица
| Поз | Команда    | И | В | Н | П | МЗ | МП | РМ  | О | Квалификация                                   |
| --- | ---------- | - | - | - | - | -- | -- | --- | - | ---------------------------------------------- |
| 1   | Англия (Ч) | 3 | 3 | 0 | 0 | 14 | 3  | +11 | 6 | Квалификация на чемпионат мира                 |
| 2   | Шотландия  | 3 | 2 | 0 | 1 | 10 | 3  | +7  | 4 | Квалификация на чемпионат мира (отказ сборной) |
| 3   | Уэльс      | 3 | 0 | 1 | 2 | 1  | 6  | −5  | 1 |                                                |
| 3   | Ирландия   | 3 | 0 | 1 | 2 | 4  | 17 | −13 | 1 |                                                |

## Результаты матчей
| Ирландия     | 2:8     | Шотландия                                                                        |
| ------------ | ------- | -------------------------------------------------------------------------------- |
| Смит 50′ 59′ | (отчёт) | - Моррис 2′ 70′ 89′ - Уодделл 6′ 31′ (пен.) - Стил 24′ - Райлли 25′ - Мейсон 80′ |

| Уэльс        | 1:4     | Англия                                |
| ------------ | ------- | ------------------------------------- |
| Гриффитс 80′ | (отчёт) | - Мортенсен 22′ - Милберн 23′ 34′ 66′ |

| Шотландия                  | 2:0     | Уэльс |
| -------------------------- | ------- | ----- |
| - Макфейл 22′ - Линвуд 75′ | (отчёт) |       |

| Англия                                                                     | 9:2     | Ирландия                 |
| -------------------------------------------------------------------------- | ------- | ------------------------ |
| - Роули 5′ 46′ 55′ 58′ - Фроггатт 25′ - Пирсон 31′ 75′ - Мортенсен 35′ 50′ | (отчёт) | - Смит 52′ - Бреннан 85′ |

| Уэльс | 0:0     | Ирландия |
| ----- | ------- | -------- |
|       | (отчёт) |          |

| Шотландия | 0:1     | Англия     |
| --------- | ------- | ---------- |
|           | (отчёт) | Бентли 63′ |

## Победитель
| Победитель Домашнего чемпионата 1949/50 |
| Англия Двадцать девятый титул           |

## Состав победителей
Сборная Англии
Главный тренер:  Уолтер Уинтерботтом
| Поз. | Игрок              | Дата рождения    | Игры | Голы | Минуты | УЭЛ | ИРЛ | ШОТ | Клуб                    |
| ---- | ------------------ | ---------------- | ---- | ---- | ------ | --- | --- | --- | ----------------------- |
| Вр   | Берт Уильямс       | 31 января 1920   | 2    | 0    | 180    | 90  | −   | 90  | Вулверхэмптон Уондерерс |
| Вр   | Бернард Стретен    | 14 января 1921   | 1    | 0    | 90     | −   | 90  | −   | Лутон Таун              |
| Защ  | Джон Астон-старший | 3 сентября 1921  | 3    | 0    | 270    | 90  | 90  | 90  | Манчестер Юнайтед       |
| Защ  | Нил Франклин       | 24 января 1922   | 3    | 0    | 270    | 90  | 90  | 90  | Сток Сити               |
| Защ  | Берт Мозли         | 21 сентября 1923 | 2    | 0    | 180    | 90  | 90  | −   | Дерби Каунти            |
| Защ  | Альф Рамсей        | 22 января 1920   | 1    | 0    | 90     | −   | −   | 90  | Тоттенхэм Хотспур       |
| Хав  | Джимми Дикинсон    | 25 апреля 1925   | 2    | 0    | 180    | 90  | −   | 90  | Портсмут                |
| Хав  | Билли Райт (к)     | 6 февраля 1924   | 3    | 0    | 270    | 90  | 90  | 90  | Вулверхэмптон Уондерерс |
| Хав  | Уилли Уотсон       | 7 марта 1920     | 1    | 0    | 90     | −   | 90  | −   | Сандерленд              |
| Нап  | Том Финни          | 5 апреля 1922    | 3    | 0    | 270    | 90  | 90  | 90  | Престон Норт Энд        |
| Нап  | Стэн Мортенсен     | 26 мая 1921      | 3    | 3    | 270    | 90  | 90  | 90  | Блэкпул                 |
| Нап  | Рой Бентли         | 17 мая 1924      | 1    | 1    | 90     | −   | −   | 90  | Челси                   |
| Нап  | Джек Фроггатт      | 17 ноября 1922   | 1    | 1    | 90     | −   | 90  | −   | Портсмут                |
| Нап  | Джонни Хэнкокс     | 30 апреля 1919   | 1    | 0    | 90     | 90  | −   | −   | Вулверхэмптон Уондерерс |
| Нап  | Бобби Лангтон      | 8 сентября 1918  | 1    | 0    | 90     | −   | −   | 90  | Болтон Уондерерс        |
| Нап  | Уилф Мэннион       | 16 мая 1918      | 1    | 0    | 90     | −   | −   | 90  | Мидлсбро                |
| Нап  | Джеки Милберн      | 11 мая 1924      | 1    | 3    | 90     | 90  | −   | −   | Ньюкасл Юнайтед         |
| Нап  | Стэн Пирсон        | 15 января 1919   | 1    | 2    | 90     | −   | 90  | −   | Манчестер Юнайтед       |
| Нап  | Джек Роули         | 7 октября 1920   | 1    | 4    | 90     | −   | 90  | −   | Манчестер Юнайтед       |
| Нап  | Лен Шеклтон        | 3 мая 1922       | 1    | 0    | 90     | 90  | −   | −   | Сандерленд              |

## Бомбардиры
- 4 гола
  -  Джек Роули

- 3 гола
  -  Джеки Милберн
  -  Стэн Мортенсен
  -  Сэмми Смит[англ.]
  -  Генри Моррис[англ.]

- 2 гола
  -  Стэн Пирсон
  -  Уилли Уодделл